# Kamen gakuen
Kamen gakuen (Kanji: 仮面学園; Hiragana: かめんがくえん) is een Japanse film uit 2000 onder regie van Takashi Komatsu.

## Verhaal
Twee meiden zijn uitgenodigd voor een feest. Hun staat er een bloedbad te wachten.

## Rolverdeling
| Acteur           | Personage     |
| ---------------- | ------------- |
| Tatsuya Fujiwara | Akira Dojima  |
| Maya Kurosu      | Yuki Kawamura |
| Ikkei Watanabe   | Mamoru Yaba   |
| Yuma Ishigaki    | Ashihara      |
| Chiaki Kuriyama  | Reika Dojima  |